# Sierra de Yeguas
Sierra de Yeguas is een gemeente in de Spaanse provincie Málaga in de regio Andalusië met een oppervlakte van 86 km². In 2007 telde Sierra de Yeguas 3487 inwoners.